# Danshoku Dino
Akiru Miyashita (18 de mayo de 1977) es un luchador profesional japonés, más conocido por el nombre artístico Danshoku Dino. Dino debutó en Dramatic Dream Team, empresa en la que se halla actualmente, y es conocido por su personaje de homosexual.

## Carrera
Durante sus años en la universidad Osaka Gakuin, Miyashita se inició en el mundo de los deportes de combate a través del club de puroresu del centro. Allí fue donde comenzó a usar el humorístico nombre de Danshoku Dino (男色ディーノ Homosexual Dino?), lo que era una parodia a Danshaku Dino del manga Sakigake! Otokojuku, aunque sin ningún gimmick en especial: inicialmente se decantó por la lucha seria, de strong-style. Más tarde, sin embargo, comenzaría a aparecer en varias empresas de backyard wrestling, utilizando por primera vez un personaje de homosexual, para estar más acorde con su nombre. En 2002, Danshoku consiguió ser contratado por Dramatic Dream Team.

### Dramatic Dream Team (2003-presente)
Tras recibir entrenamiento en el dōjō de Dramatic Dream Team bajo la tutela del director Sanshiro Takagi, Dino debutó en 2003 derrotando a O.K. Revolution. Utilizando un atuendo de lucha basado en el de MEN's Teioh, Danshoku se perfiló como un personaje homosexual altamente excéntrico y con poco respeto por sus oponentes, cuyas tácticas habitualmente incluían besar a sus oponentes, meter sus cabezas en sus mallas (debajo de las cuales, en realidad, llevaba un tanga) y utilizar otros movimientos sexualmente humillantes contra ellos. A pesar de recibir algunos comentarios negativos de parte de fuentes conservadoras, que le reprochaban el uso un personaje que podía interpretarse como un insulto al colectivo homosexual (al igual que el también luchador profesional Hard Gay), Danshoku se hizo inmediatamente muy popular y comenzó a aparecer en mayores empresas para retar a varios de sus luchadores.

## En lucha
- Movimientos finales
  - Variaciones de Danshoku Driver[2][3] (Sitout belly to back piledriver con la cabeza del oponente metida en el calzón de Dino)
    - MAX[4] (Jumping sitout belly to back piledriver con la cabeza del oponente metida en el calzón de Dino)
    - Gotch-Style[3] (Cradle sitout belly to back piledriver con la cabeza del oponente metida en el calzón de Dino)
    - Shin[5]  (Kneeling belly to belly piledriver con la cabeza del oponente metida en el calzón de Dino)
    - Shin Gotch-Style[6] (Cradle kneeling belly to belly piledriver con la cabeza del oponente metida en el calzón de Dino) - 2007
    - Danshoku Drivaaaaahhhhh!!!!![7] (Super sitout belly to back piledriver contra el turnbuckle con la cabeza del oponente metida en el calzón de Dino, parodiando a El Generico)
    - Danshoku Destroyer[3] (Sunset flip piledriver con la cabeza del oponente metida en el calzón de Dino)

  - Diving 69[8] (Diving splash en paralelo al oponente)

- Movimientos de firma
  - Danshoku Tornado[7] (Diving corkscrew moonsault)
  - Danshoku Nightmare[3] (Seated pin con burlas)
  - Gaydo Clutch[9] (Double leg Nelson pin)
  - Shiranui Gay[6] (Springboard backflip three-quarter facelock falling inverted DDT precedido de besar al oponente)
  - Homo Ye (Running seated senton a la cara del oponente, parodiando a Shinsuke Nakamura)
  - Fingertip Guide to Hell[3] (Eye poke con burlas seguido de small package)
  - Cock Bottom[3] (Lifting side slam con la mano del oponente en las mallas de Dino, parodiando a The Rock)
  - Shining Hump[3] (Shining seated senton a la cara de un oponente levantándose)
  - Bearhug con burlas
  - Brainbuster
  - Diving moonsault
  - Double underhook facebuster con la cabeza del oponente metida en el calzón de Dino (Parodiando a Triple H)
  - Low blow
  - Pendulum German superplex precedido de testicular claw
  - Reverse stink face
  - Super hurricanrana
  - Superkick a la entrepierna del oponente
  - Testicular claw derivado en stunner, arm wrench inside cradle pin, somersault cutter, Argentine backbreaker rack, Indian deathlock, dragon screw o reverse STO
  - Tiger feint hip attack a un oponente apoyado sobre la segunda cuerda (Parodiando a Rey Mysterio)

## Campeonatos y logros
- Dramatic Dream Team
  - DDT Extreme Championship (4 veces)
  - DDT Ironman Heavymetalweight Championship (15 veces)
  - DDT KO-D Openweight Championship (1 vez)
  - GAY World Anal Championship (2 veces)
  - DDT KO-D Tag Team Championship (2 veces) - con Glen Spectre (1) y Kota Ibushi (1)
  - UWA World Trios Championship (1 vez) - con Masa Takanashi & Hikaru Sato